# Palacio de Richmond

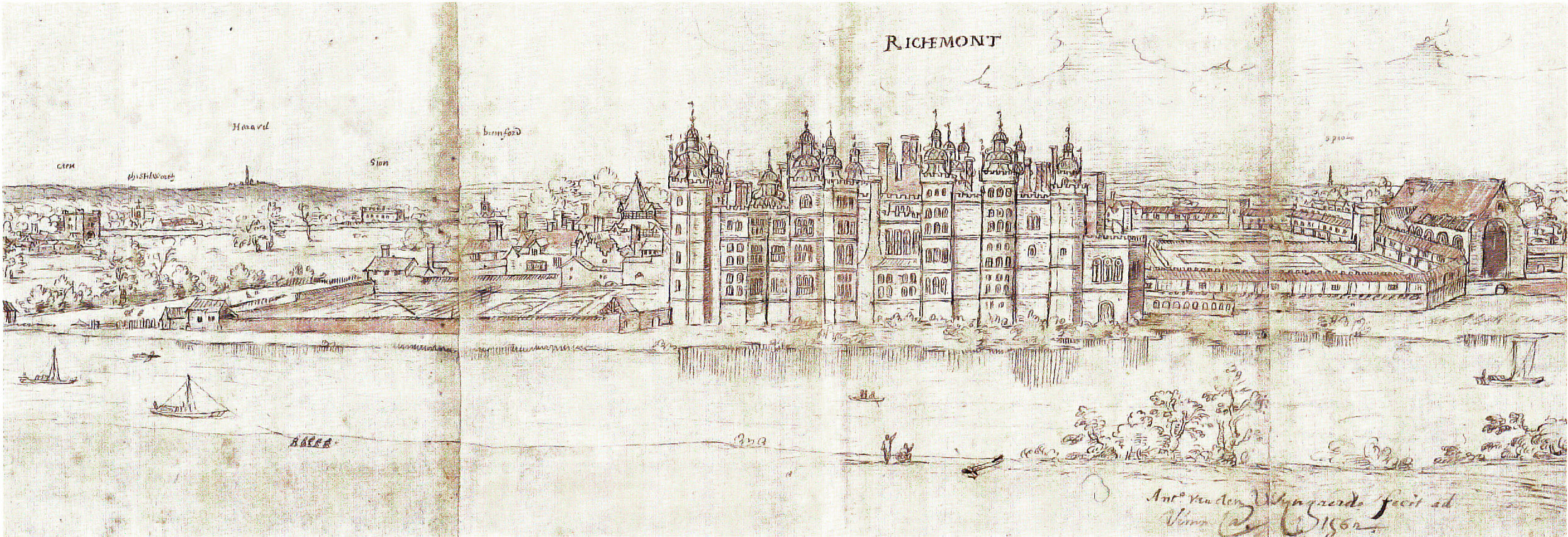
La fachada occidental del palacio de Richmond, dibujo de Antony Wyngaerde (1562)

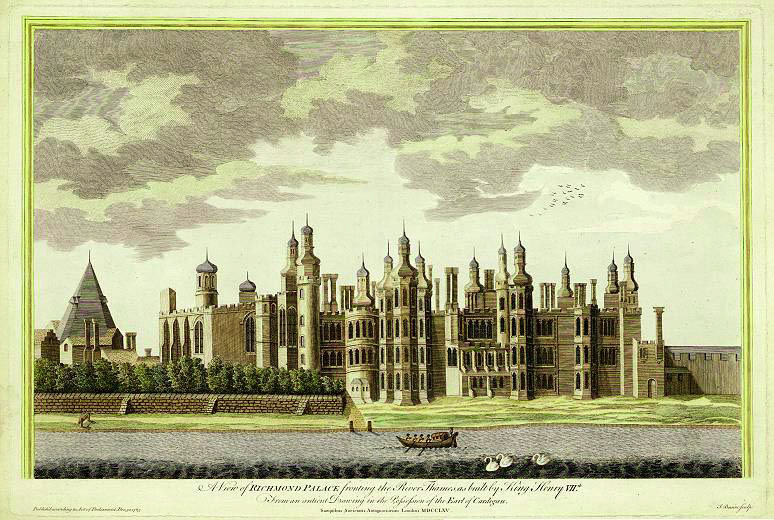
El palacio de Richmond desde el suroeste. Grabado de 1765, de James Basire, "basado en un dibujo antiguo". Esencialmente construido por Enrique VII en 1501. La dependencia con techo puntiagudo en la parte trasera izquierda (norte) es la Gran Cocina. El edificio en forma de capilla adyacente al palacio al norte (izquierda) es el Gran Salón

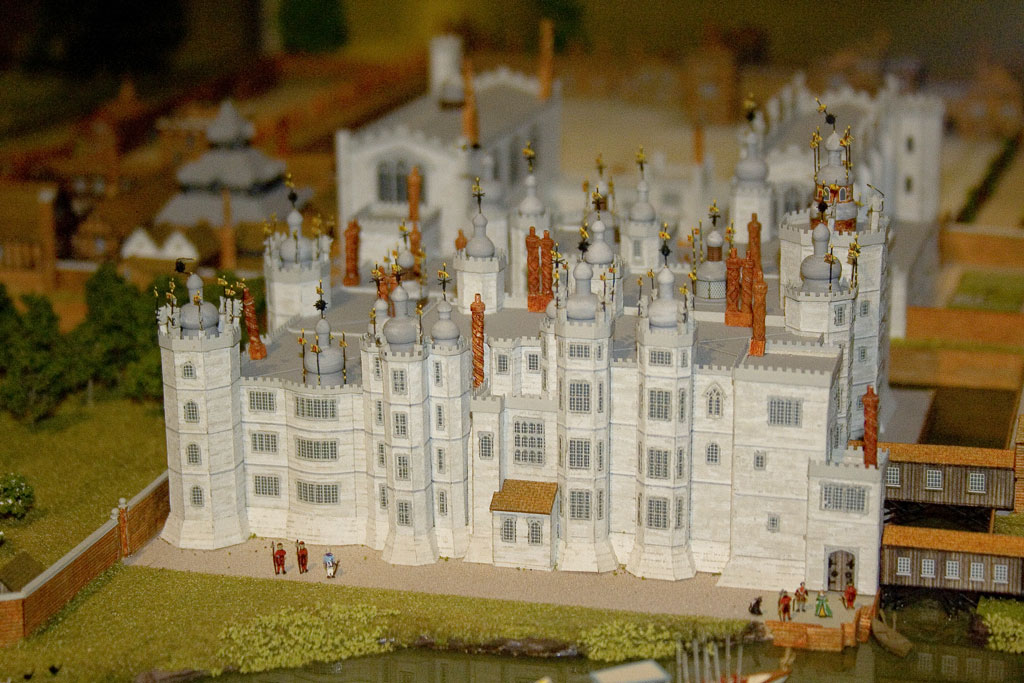
Reconstrucción de los partamentos privados del palacio de Richmond.

El palacio de Richmond fue una hoy desaparecida residencia real inglesa erigida a orillas del río Támesis, que se mantuvo en los siglos XVI y XVII. Situado en lo que entonces era la zona rural de Surrey, se encontraba río arriba y en la orilla opuesta del palacio de Westminster, que se encontraba a unos 14 km al noreste. Fue construido alrededor de 1501 por Enrique VII de Inglaterra, anteriormente conocido como conde de Richmond, en honor del cual el señorío de Sheen había sido renombrado entonces recientemente como "Richmond". Por lo tanto, el palacio de Richmond reemplazó al palacio de Shene (1299-1495), el último palacio construido en el sitio de una casa señorial anterior de la que se había apropiado de Eduardo I en 1299 y que posteriormente fue utilizada por sus siguientes tres descendientes directos antes de que se deteriorara.
En 1500, un año antes de que comenzara la construcción del nuevo palacio de Richmond, el nombre de la ciudad de Sheen,  que había crecido alrededor de la mansión real, se cambió a "Richmond" por orden de Enrique VII. Sin embargo, ambos nombres, Sheen y Richmond, continúan siendo utilizados, no sin posibilidad de confusión. Curiosamente, los distritos actuales de East Sheen y North Sheen, ahora bajo el control administrativo del distrito londinense de Richmond upon Thames, nunca estuvieron en la antigüedad en el señorío de Sheen, sino que se desarrollaron durante los siglos XIX y XX en partes del colindante señorío y parroquia de Mortlake. Richmond siguió siendo parte del condado de Surrey hasta mediados de la década de 1960, cuando fue absorbido por la expansión del Gran Londres.
El  palacio de Richmond fue el hogar favorito de la reina Isabel I, quien murió allí en 1603. Permaneció como residencia de los reyes y reinas de Inglaterra hasta la muerte de Carlos I en 1649. A los pocos meses de su ejecución, el palacio fue inspeccionado por orden del Parlamento y se vendió por £ 13 000. Durante los siguientes diez años se demolió en gran medida, las piedras y las maderas se reutilizaron como materiales de construcción en otros lugares. Ahora solo quedan vestigios, especialmente la  Gate House, Wardrobe, y la Casa del Trompetista (construida posteriormente alrededor de 1700). El sitio del antiguo palacio es el área entre Richmond Green y el río Támesis, y algunos nombres de calles locales proporcionan pistas sobre la existenia del antiguo Palacio, incluidos Old Palace Lane y Old Palace Yard.

## Historia
El área que hoy se conoce como Richmond antiguamente formaba parte de Shene hasta hace cinco siglos atrás, pero Shene no estaba enlistado en el Libro de Winchester, aunque sí aparecía en el mapa como Scecon, que era su escritura sajona en el año 950. Enrique I vivió durante un corto periodo de tiempo en la residencia del rey en Sheanes (o Shene o Sheen). En 1299 Eduardo I trasladó a toda su corte a su casa en Sheen, y de esa forma se convirtió en residencia real. William Wallace fue ejecutado en Londres en 1305, y fue en Sheen donde los comisionados desde Escocia se arrodillaron ante Eduardo.
A Eduardo II no le fue tan bien como a su padre. Seguido de la derrota en la batalla de Bannockburn en 1314, fundó un monasterio de Carmelitas en Sheen. Cuando el joven rey Eduardo III llegó al trono en 1327 le dio su morada a su madre Isabella, gastando más de dos mil libras en arreglos. En medio del trabajo Eduardo murió en 1377. Ricardo II fue el primer rey inglés en hacer de Sheen su residencia principal, en 1383. Doce años más tarde, Ricardo estaba tan perturbado por la muerte de su esposa Ana, quien falleció a los 28 años, que, según el historiador inglés Raphael Holinshed, "echó abajo el edificio, desfigurándolo". Fue reconstruido entre 1414 y 1422, pero fue destruido por un incendio en 1497.
Después del incendio, Enrique VII hizo construir un nuevo palacio allí, y en 1501 lo llamó palacio de Richmond, en reconocimiento al hogar ancestral del castillo de Richmond, en Yorkshire. El pueblo que creció cerca tomó el mismo nombre del palacio, y se cree extraoficialmente que William Shakespeare podría haber representado muchas obras de teatro allí. El palacio ya no se usaba más como alcázar después de 1649, pero en 1688 Jacobo II ordenó la reconstrucción parcial del edificio, pero esta vez como guardería real. La mayoría de la edificación decayó por el año 1779; pero aún sobreviven algunas edificaciones, como Wardrobe, la Casa del Trompetista (construida alrededor de 1700) o la Gate House, construida en 1501.